# Плато Боловен
Плато Боловен (лаос. ບໍລະເວນ) — плоскогорье в южной части Лаоса. Плато расположено в провинциях Секонг, Аттапы, большая часть в Тямпасак. Границы плато — расположенный на востоке горный хребет Чыонгшон, вдоль которого проходит восточная граница Лаоса с Вьетнамом, и река Меконг на западе. Высота плато колеблется примерно от 1000 до 1350 метров над уровнем моря. Плато пересекают несколько рек, на которых имеется много живописных водопадов.
Около 790 тыс. лет назад на плато упал метеорит, от удара которого остался кратер размером 13 на 17 км. Этот удар стал источником австралитов в Австралазийском поле рассеяния площадью около 150 млн км² (30% площади поверхности Земли).

## История
Плато Боловен сыграло важную роль в истории Лаоса. Три главных события, в наибольшей степени повлиявшие на него, — французская колонизация региона, восстание Фумибун и война во Вьетнаме. В 1893 году французы в первую очередь присоединили территорию к востоку от реки Меконг, а в 1904 и 1907 годах незначительно расширили земли к западу от реки. Для плато Боловен период французской колонизации в Лаосе является самым существенным, так как начал новый этап в сельском хозяйстве, до этого сельское хозяйство в регионе было слабо развито. Французы начали выращивание кофе и экспериментальную добычу каучука, плато стало важным сельскохозяйственным регионом по выращиванию фруктов и овощей, а также коммерческих культур.
Второй период истории плато связан с восстанием движения Фумибун, которое вспыхнуло в 1901 году и было подавлено в 1907 году. Оно было организовано народами группы лао-тенг (жители горных склонов) против французского господства.
Во время войны во Вьетнаме плато Боловен сильно пострадало. Плато было театром военных действий для США и Северного Вьетнама. Контроль над плато имел стратегически важное значение для обеих сторон. В 1960-х годах США совершали там частые массированные бомбардировки, о чём свидетельствует большое количество неразорвавшихся боеприпасов, которые время от времени обнаруживают и в XXI веке. Разрушения от бомбардировок ещё заметны в некоторых районах, хотя большинство сооружений восстановлено.

## Экономика
Основную часть дохода на плато приносит сельское хозяйство и туризм. Во время французской колонизации было начато производство кофе (арабика и робуста), каучука, бананов, различных фруктов и овощей, товарных культур (кардамона и других). Благодаря более низкой, чем на остальной территории, температуре и обильным осадкам плато хорошо подходит для производства кофе. В Лаосе кофе выращивают почти исключительно на плато Боловен в провинции Тямпасак в южной части страны. Годовой урожай кофе в Лаосе составляет 15 000 — 20 000 тонн, 80 % из которых робуста.

## Туризм
Наиболее популярные туристические места — водопады, деревни этнических меньшинств и места, связанные с историей плато.